# 堀田由美
堀田由美（日语：ほった ゆみ，本名：同筆名(原姓：太田)，1957年10月15日—，血型AB型）。日本漫畫家、漫畫原作者，愛知縣岡崎市出身，現居名古屋市。

## 作品
代表作為《棋魂》（漫畫：小畑健，監修：梅澤由香里）。第45回（平成11年度）小學館漫畫獎受獎。同時，促使圍棋廣遍普及獲得貢獻，第33回大倉喜七郎獎等圍棋界獎受獎。

## 簡歷
- 1985年 - 於芳文社《まんがタイムファミリー》獲得入選正式成為漫畫家（夫婦共同執筆）
- 1987年 - 小學館Big Comics獎佳作入獎
- 2000年 - 第45回（平成11年度）小學館漫畫獎受獎（《棋魂》）
- 2003年 - 手塚治虫文化獎新生獎受獎（《棋魂》）

## 作品列表
- 《棋魂》，原名（漫畫：小畑健，監修：梅澤由香里，《週刊少年Jump》1999年2・3合併號 - 2003年33號）
- 《冰上小將雄斗》，原名（漫畫：河野慶，《週刊少年Jump》2005年11號 - 2005年32號，以競速滑冰為題材的漫畫作品。）
- 《HAJIMAN 挑戰第一本漫畫》，原名（2013年5月23日開始在「隔壁的YOUNG JUMP（となりのヤングジャンプ）」連載）[2][3]

## 腳註
1. 1 2  《棋魂單行本第18卷 番外篇》「堀田由美執筆 小畑健老師長篇專訪5」
2. ↑  （日語）『ヒカルの碁』原作者の新作が「となりのヤングジャンプ」で始動 （页面存档备份，存于）、ITmedia eBook USER、2013年05月23日
3. ↑  （中文）【日本】《棋魂》原作者時隔8年執筆新漫畫[永久]，臺灣漫畫資訊網，2013年5月17日